# Zebrias regani
 Zebrias regani és un peix teleosti de la família dels soleids i de l'ordre dels pleuronectiformes que es troba a les costes de Sud-àfrica.